# MC68881

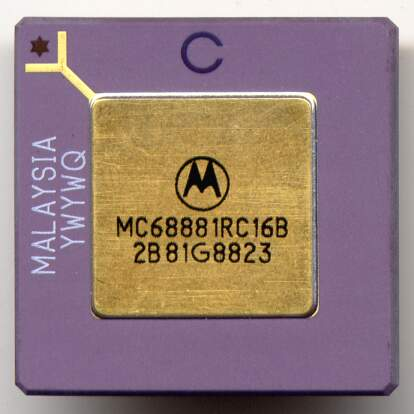
koprocesor arytmetyczny MC68881

MC68881 – koprocesor arytmetyczny firmy Motorola należący do rodziny M68000 (zwanej też rodziną 68k). Nie jest już produkowany. Zasilany napięciem 5V. Zaprojektowany został do współpracy z mikroprocesorami MC68020 i MC68030, ale może działać też z MC68000 oraz MC68010. 
Koprocesor ten może pracować z taką samą szybkością jak procesor (tryb synchroniczny) lub inną, przy użyciu oddzielnego kwarcu (tryb asynchroniczny). Najszybszy model MC68881 osiąga 20 MHz. Istnieją wersje PGA i PLCC.
Używany był między innymi w komputerach Amiga, Atari, oraz Apple Macintosh.
Został zastąpiony przez MC68882.